# Jesse V. Johnson
Jesse V. Johnson (Winchester 29 de noviembre de 1971) es un director de cine y guionista británico.
Johnson ha hecho principalmente películas de acción. Estos incluyen The Butcher y el drama criminal Charlie Valentine. También es conocido por su colaboración con el actor y artista marcial Scott Adkins.
Antes de convertirse en cineasta, trabajó como extra y luego como coordinador de extras. Sus créditos de actuación incluyen: Misión Imposible III, Charlie's Angels, Mars Attacks !, El planeta de los simios, Starship Troopers, War of the Worlds, Total Recall, The Thin Red Line y Terminator 3: Rise of the Machines. Trabajó como coordinador de extras en Beowulf.

## Filmografía
- Death Row the Tournament (1998)
- The Doorman (1999)
- The Honorable (2002)
- Pit Fighter (2005)
- The Last Sentinel (2007)
- Alien Agent (2007)
- The Fifth Commandment (2008)
- Charlie Valentine (2009)
- Green Street Hooligans 2 (2009)
- The Butcher (2009)
- The Package (2013)
- Savage Dog (2017)
- Accident Man (2018)
- The Debt Collector (2018)
- Triple Threat (2019)
- Avengement (2019)
- The Mercenary (2019)
- The Debt Collector 2 (2020), a sequel to "The Debt Collector"
- White Elephant (2022)